# (200069) Alastor
(200069) Alastor es un asteroide que forma parte de los asteroides troyanos de Júpiter, descubierto el 24 de septiembre de 1960 por Cornelis Johannes van Houten en conjunto a su esposa también astrónoma Ingrid van Houten-Groeneveld y el astrónomo Tom Gehrels desde el Observatorio del Monte Palomar, Estados Unidos.

## Designación y nombre
Designado provisionalmente como 4322 P-L. Fue nombrado Alastor en honor al héroe griego Alastor, era el líder del contingente pyliano antes de la batalla de Troya. Salvó a dos guerreros griegos heridos (Teucros y Hysenor) llevándolos fuera del campo de batalla.

## Características orbitales
Alastor está situado a una distancia media del Sol de 5,330 ua, pudiendo alejarse hasta 5,684 ua y acercarse hasta 4,976 ua. Su excentricidad es 0,066 y la inclinación orbital 6,148 grados. Emplea 4495,34 días en completar una órbita alrededor del Sol.

## Características físicas
La magnitud absoluta de Alastor es 12,7. Tiene 12 km de diámetro y su albedo se estima en 0,126. 